# Eublemma wagneri
Eublemma wagneri là một loài bướm đêm trong họ Erebidae.